# Nationalkomitee für Geodäsie und Geophysik
Das deutsche Nationalkomitee für Geodäsie und Geophysik (NKGG) ist das Nationalkomitee der Bundesrepublik Deutschland für die Internationale Union für Geodäsie und Geophysik (IUGG), die weltweit größte Vereinigung im Bereich der Geowissenschaften.
Aufgabe des Nationalkomitees ist die Vertretung der Interessen der geodätischen und geophysikalischen Institutionen und ihrer Mitglieder gegenüber der IUGG.
Ferner koordiniert das NKGG die deutschen, im Rahmen internationaler
Vereinbarungen und Programme durchzuführenden wissenschaftlichen Aufgaben. Derzeitiger Vorsitzender des NKGG ist Professor Rainer Kind (Potsdam).

## Geschichtliche Entwicklung
Vorläufer des NKGG war die 1922 gegründete Deutsche Geophysikalische Gesellschaft. Vier Jahre später sollte sie in die 1919 gebildete IUGG aufgenommen werden, lehnte dies aber wegen diskriminierender politischer Bedingungen Frankreichs und Englands ab. Der später doch noch vereinbarte Beitritt scheiterte 1939 durch den Kriegsausbruch. Erst mit der Generalversammlung 1951 in Brüssel konnten die deutschen Geowissenschaften ihren Platz in der Union einnehmen. Die DDR erhielt in den 1960er Jahren eine eigene Mitgliedschaft.